# Змішувальна змінна
Змішувальна змінна — змінна, що впливає водночас на залежну і незалежну змінні, спричиняючи хибну асоціацію. Змішування є причиннісною концепцією, а тому не описується в поняттях кореляції й асоціації. Існування змішувальних змінних є важливим кількісним поясненням чому кореляція не означає причинність. Дизайн деяких систем нотації дає змогу явно визначати наявність, ймовірну наявність або відсутність змішувальних змінних в причиннісних взаємозв'язках між елементами системи.
Змішувальні змінні є загрозою для внутрішньої валідності.

## Чит. також
- Pearl, J. (January 1998). Why there is no statistical test for confounding, why many think there is, and why they are almost right (PDF). UCLA Computer Science Department, Technical Report R-256.
- Montgomery, D. C. (2001). Blocking and Confounding in the {\displaystyle 2^{k}} Factorial Design. Design and Analysis of Experiments (вид. 5th). Wiley. с. 287—302. This textbook has an overview of confounding factors and how to account for them in design of experiments.{{cite book}}:  Обслуговування CS1: Сторінки зі значенням параметра postscript, що збігається зі стандартним значенням в обраному режимі (посилання)
- Brewer, M. B. (2000). Research design and issues of validity. У Reis, H. T.; Judd, C. M. (ред.). Handbook of Research. New York: Cambridge University Press. с. 3–16. ISBN 9780521551281.
- Smith, E. R. (2000). Research design. У Reis, H. T.; Judd, C. M. (ред.). Handbook of research methods in social and personality psychology. New York: Cambridge University Press. с. 17–39. ISBN 9780521551281.